# Brňany
Brňany település Csehországban, a Litoměřicei járásban. Brňany Keblice, Dolánky nad Ohří, Bohušovice nad Ohří és Brozany nad Ohří településekkel határos. Lakosainak száma 502 fő (2024. január 1.).

## Népesség
A település lakosságának változását az alábbi diagram mutatja:
| Lakosok száma | 262  | 572  | 637  | 648  | 488  | 409  | 438  | 439  | 436  | 502  |
|               | 1869 | 1900 | 1921 | 1961 | 1980 | 2011 | 2016 | 2019 | 2021 | 2024 |